# Thiesi
Thiesi (sardisk: Tièsi) er en by og en kommune (comune) i provinsen Sassari i regionen Sardinien i Italien. Byen ligger i 461 meters højde og har 2.986 indbyggere (2016). Kommunen har et areal på 63,25 km² og grænser til kommunerne Bessude, Borutta, Cheremule, Cossoine, Giave, Ittiri, Romana og Villanova Monteleone.